# Michael Eippart
Michael Eippart (auch: Eippert, Eyppert und Euppert; * 1565 in Hailfingen; † 7. Juli 1625 in Tübingen) war ein deutscher Spitalpfleger und Bürgermeister von Tübingen. 

## Leben
Michael Eippart war ein Sohn von Michael Euppert aus Hailfingen. Sein Beruf ist nicht überliefert. Der Umstand, dass er von 1614/15 bis 1619/20 das Amt des Spitalpflegers ausübte, deutet darauf hin, dass er eine Schule, vielleicht die Lateinschule, abschloss. Er heiratete 1586 Margarethe Kittelin, eine Tochter von Conrad Kittelin aus Rottenburg (* 1559; † 4. Juli 1635) und hatte mit ihr drei Kinder.
Michael Eippart wurde 1610 als Ratsverwandter bezeugt. Da er Gerichtsverwandter seit 1616 war, ist anzunehmen, dass er bis zu diesem Zeitpunkt Ratsverwandter war. 1620 gewährte Eippart der Stadt und dem Amt Tübingen ein Darlehen in Höhe von 500 fl. Da es sich um eine beachtliche Summe handelte, ist daraus zu schließen, dass er zu der reichen Schicht gehörte. Eippart war von Galli (16. Oktober) 1621 bis zu seinem Tod 1625 auch Bürgermeister von Tübingen.

## Kinder
- Konrad (* 31. Juli 1593 in Tübingen; † 31. August 1635), Rotgerber in Tübingen (⚭ 1616 Anna Maria Kommerell, Tochter eines Rotgerbers und Ratsverwandten)
- Anna Maria (* 16. Juni 1601; † 24. Februar 1668; ⚭ 1630 Daniel Sturm, Sohn des Universitätsnotars)[3]